# Constantino Armesto Rey
Constantino Armesto Rey fue un periodista nacido el 27 de diciembre de 1925 en La Coruña. Falleció el 16 de diciembre de 1974 en su vivienda de la Calle Amargura, situada en el casco antiguo de su ciudad natal. Sus restos descansan en el cementerio coruñés de San Amaro. 

## Reseña biográfica
Infancia y juventud
Nació en la Calle Riego de Agua y creció en la Calle Independencia, donde vivió con sus padres (Josefa y Constantino), acompañado de su hermana pequeña. Los primeros años de estudio los cursó en el Colegio Dequidt, situado en el llamado Camino Nuevo (actualmente Calle Juan Flórez). Su vocación era la ingeniería pero por consejo de sus padres inició los estudios de Derecho en la Universidad de Santiago de Compostela. Tras abandonarlos se empleó en lo que antes se denominaba “Obras del Puerto”. Por aquellos años conoció a la mujer que se convertiría en su esposa. Se casó con Luisa Ramón de Blas en 1951 y fruto del matrimonio llegaron cuatro hijos (Constantino, Luisa, Francisco y Diego). 
Comenzó sus primeras colaboraciones con el diario La Voz de Galicia en los años cincuenta del siglo XX y paulatinamente amplió su dedicación a los medios de comunicación, haciéndose corresponsal de varias agencias de prensa nacionales e internacionales, colaborador de cadenas de radio y redactor en la desaparecida “Hoja del Lunes”, un tabloide publicado por la Asociación de la Prensa cuando los periódicos descansaban este día. 
Galería de la ciudad
Durante más de veinte años trabajó en La Voz de Galicia, primero como redactor en diferentes campos (puerto, sociedad, deportes, sucesos, etc.) y más tarde como Jefe de la Sección Local, en aquella época la más leída y seguida del periódico. Fue autor de secciones como “Buenos días”, “A la vista” o "Cinco minutos de charla”. Pero la más popular fue “Galería de la ciudad”; durante muchos años fue la crónica local “más constructiva que jamás se ha hecho en la ciudad” (La ciudad de los periodistas. 53 calles y plazas con historia).También fueron populares sus artículos sobre sucesos, que firmaba bajo el pseudónimo de Fisgón. 
La Voz de Galicia le concedió la condecoración “V” de rubíes en un acto celebrado en junio de 1974. Santiago Rey le comunicó la noticia escribiendo “Pocas veces como Consejero Delegado me he sentido tan orgulloso como al escribir estas líneas por medio de las cuales La Voz de Galicia quiere premiar un caso excepcional de vocación y dedicación profesional”. 
Callejero coruñés
Contribuyó a mejorar y dinamizar la ciudad, siendo recordado por impulsar en sus primeros años la Feria del Libro, o por defender el desarrollo del polígono de Pocomaco. La iniciativa por reconocer la labor que este periodista hizo por La Coruña nació en diferentes barrios e instituciones de la ciudad, y cristalizó estando aún con vida, cuando el Alcalde le informó de tal honor en agosto de 1974. Poco después de su muerte, el 29 de enero de 1975, el ayuntamiento coruñés le dedicó una calle con el nombre de Cronista Constantino Armesto. La ceremonia estuvo presidida por Jaime Hervada, Alcalde de La Coruña (entre 1974 y 1976) que afirmó dedicar la calle a “Uno de los más calificados periodistas que hemos tenido”. Merino Losada, Presidente de la Asociación de la Prensa, completó el discurso describiendo el ánimo con el que se dedicaba diariamente a su trabajo: “Amaba entrañablemente a la ciudad de sus sueños. 
En el libro “La ciudad de los periodistas. 53 calles y plazas con historia” (2008) editado por la Asociación de la Prensa de La Coruña y patrocinado por la Diputación Provincial de esta ciudad, bajo el subtítulo “El enamorado de su ciudad” se hace un descriptivo semblante del recuerdo que dejó como persona “... un hombre afable y entrañable, de un ser cordial a quien todos sus compañeros, incluso los de los medios de la competencia, apreciaban y querían ...”, “... hizo de su bondad y su sencillez el norte y la guía de una profesión que llevaba muy adentro ...”. 
Presidió la Asociación de vecinos de la ciudad vieja, el barrio donde vivía; también formó parte de la Junta Directiva de las Escuelas Populares Gratuitas y de la Coral Polifónica “El Eco” y colaboró con otras entidades locales como la Asociación de Amas de Casa. Esta última editó un libro para conmemorar su 50 aniversario donde recuerda la labor de apoyo que recibió de este periodista, razón por la que le concedieron la primera insignia de oro el 17 de febrero de 1972.

## Distinciones
- Condecoración “V” de rubíes en un acto celebrado en junio de 1974
- Presidió la Asociación de vecinos de la ciudad vieja, el barrio donde vivía
- Formó parte de la Junta Directiva de las Escuelas Populares Gratuitas y de la Coral Polifónica “El Eco”
- Colaboró con otras entidades locales como la Asociación de Amas de Casa por la que le concedieron la primera insignia de oro el 17 de febrero de 1972.